# 리비콘
주식회사 리비콘(LIVICON)은 대한민국의 제조 기업이다.